# 吴坑乡
吴坑乡，是中华人民共和国浙江省丽水市青田县下辖的一个乡镇级行政单位。

## 行政区划
吴坑乡下辖以下地区：
吴坑村、石洞村、平岩村、泉城村、大仁村、章山村、东溪村、下垟村、塘坑村和平岸村。